# МКС-5
МКС-5 — пятая долговременная экспедиция Международной космической станции. Экипаж работал на борту МКС с 7 июня по 2 декабря 2002 года.
Во время пятой экспедиции были приняты два шаттла по программам STS-112 и STS-113, которые доставили секции S1 и P1 Основной фермы; приняты и разгружены ТКГ «Прогресс М-46» и «Прогресс М1-9»; принята 4-я российская экспедиция посещения (на корабле «Союз ТМА-1»); продолжены научные исследования по российской и американской программам; по окончании станция была передана экипажу 6-й основной экспедиции. Пегги Уитсон установила новый рекорд по продолжительности работы на МКС для женщин (превышен рекорд  Сьюзан Хелмс экспедиции МКС-2.)

## Экипаж
| Должность       | Член экипажа              | № полёта | Корабль доставки | Корабль отбытия |
| --------------- | ------------------------- | -------- | ---------------- | --------------- |
| Командир, пилот | Валерий Корзун, Роскосмос | 2        | STS-111          | STS-113         |
| Бортинженер-1   | Пегги Уитсон, НАСА        | 1        | STS-111          | STS-113         |
| Бортинженер-2   | Сергей Трещёв, Роскосмос  | 1        | STS-111          | STS-113         |

ИсточникНовости космонавтики

### Дублирующий экипаж
| Должность          | Член экипажа                  | № полёта |
| ------------------ | ----------------------------- | -------- |
| Командир           | Александр Калери, Роскосмос   | 4        |
| Бортинженер, пилот | Дмитрий Кондратьев, Роскосмос | 1        |
| Бортинженер        | Скотт Келли, НАСА             | 2        |

## Параметры полёта
- Наклонение орбиты — 51,6°;
- Период обращения — 92,0 мин;
- Перигей — 384 км;
- Апогей — 396 км.

## Ход экспедиции

### Выходы в открытый космос членов экипажа МКС-5
- 16 августа, длительность 4 часа 23 минуты — астронавты  Валерий Корзун и  Пегги Уитсон, выход из модуля «Пирс». Перенос с гермоадаптера (ГА) PMA-1 и монтаж на служебный модуль (СМ) «Звезда» шести дополнительных противоосколочных панелей[5].
- 26 августа, длительность 5 часов 21 минута — космонавты  Валерий Корзун и  Сергей Трещёв, выход из модуля «Пирс». Снятие панели № 1 аппаратуры MPAC&SEED, замена аппаратуры «Кромка-1» на «Кромка-2» и монтаж антенн РЛС WA1 и WA2 (первая и вторая антенны системы радиолюбительской связи РЛС или ARISS (от англ. Amateur Radio on the International Space Station)).

### Принятые грузовые корабли
- «Прогресс М-46», старт 26 июня 2002 года, стыковка к кормовому узлу модуля «Звезда» 29 июня 2002 года.
- «Прогресс М1-9», старт 25 сентября 2002 года, стыковка к кормовому узлу модуля «Звезда» 29 сентября 2002 года.

### Отстыкованные грузовые корабли
- «Прогресс М1-8», отстыковка и окончание существования 25 июня 2002 года.
- «Прогресс М-46», отстыковка 24 сентября 2002 года, тормозной импульс и окончание существования 14 октября 2002 года.

### Экспедиции посещения
- STS-111 («Индевор»), старт 5 июня 2002 года, стыковка 7 июня 2002 года, отстыковка 15 июня 2002 года, посадка 19 июня 2002 года. Дооснащение МКС с использованием грузового модуля MPLM «Леонардо». Доставка экипажа МКС-5 и возвращение экипажа МКС-4. Выполнено три выхода в открытый космос из модуля «Квест».
- STS-112 («Атлантис»), старт 7 октября 2002 года, стыковка 9 октября 2002 года, отстыковка 16 октября 2002 года, посадка 18 октября 2002 года. Доставка и монтаж на МКС звена S1 фермы станции. Выполнено три выхода в открытый космос из модуля «Квест».
- Российская экспедиция посещения ЭП-4. Старт 30 октября 2002 года на космическом корабле  «Союз ТМА-1», стыковка 1 ноября 2002 года. Расстыковка 9 ноября 2002 года и посадка 10 ноября 2002 года на космическом корабле  «Союз ТМ-34». Плановая замена корабля-спасателя на МКС.
- STS-113 («Индевор»), старт 24 ноября 2002 года, стыковка 25 ноября 2002 года, отстыковка 2 декабря 2002 года, посадка 7 декабря 2002 года. Доставка и монтаж на МКС звена фермы Р1. Доставка экипажа МКС-6 и возвращение экипажа МКС-5. Выполнено три выхода в открытый космос из модуля «Квест».